# Major
Major je vojenská hodnost odpovídající hodnosti OF-3 podle Hodnostního kódování NATO. V Armádě České republiky je nejbližší nižší hodností kapitán a nejbližší vyšší podplukovník. Kromě armády je tato hodnost používána i u dalších hierarchicky organizovaných složek, například policie, nebo hasičů. Armádní označení je jedna zlatá pěticípá hvězda s postranní tzv. kolejničkou (jeden proužek zlaté barvy).
Při nalodění pozemního vojska se všichni pozemní velitelé v hodnosti kapitána dočasně povyšují na majory, aby nedocházelo ke kolizím terminologie s hodností kapitána plavidla.
Hodnost se vyskytovala i v Československých bezpečnostních sborech. V Čs. četnictvu to byla čtvrtá nejvyšší hodnost (vyšší byl podplukovník, nižší štábní kapitán). Označení v četnictvu byly dvě zlaté pěticípé hvězdy se zlatým olemováním výložky. Ve Sboru uniformované stráže bezpečnosti to byla od roku 1938 třetí nejvyšší hodnost.
| ARMÁDA České republiky | Vzdušné síly AČR |
| ---------------------- | ---------------- |
|                        |                  |
| 2011 - do teď          |                  |

| POLICIE ČSFR | POLICIE České republiky | POLICIE České republiky |
| ------------ | ----------------------- | ----------------------- |
|              |                         |                         |
| 1990 - 1992  | 1993 - 2015             | 2015 - do teď           |

| Hasičský záchranný sbor ČR | Celní správa ČR | Vězeňská služba ČR |
| -------------------------- | --------------- | ------------------ |
|                            |                 |                    |